# 小松由加子
小松 由加子（こまつ ゆかこ、1974年11月19日 - ）は、日本の小説家。

## 概要
熊本県出身。熊本学園大学経済学科卒業。小説「機械の耳」で集英社主催の1997年度ノベル大賞および読者大賞を受賞し、同作にてデビューした。著書に『機械の耳』、『図書館戦隊ビブリオン』がある。

## 著書
- 『機械の耳』（コバルト文庫、1998年5月、小説「機械の耳」「かえるの皮」を収録）ISBN 978-4-08-614460-5
- 『図書館戦隊ビブリオン』（コバルト文庫、1998年7月） ISBN 978-4-08-614480-3
- 『図書館戦隊ビブリオンⅡ』（コバルト文庫、1999年1月） ISBN 978-4-08-614548-0